# Hippoidea
Hippoidea é uma superfamília de crustáceos pertencente à infraordem Anomura (ordem que também abriga os bem conhecidos bernardo-eremitas), da ordem Decapoda. Os crustáceos desse grupo são animais especializados para cavar no solo arenoso das praias.
Esses pequenos animais podem ser encontrados no subsolo das praias arenosas ao redor do globo, excetuando as regiões polares, que são demasiado frias para eles. Curiosamente no entanto, larvas desses crustáceos já foram coletadas no Oceano Antártico, onde obviamente não há ambiente adequado para o estilo de vida do animal adulto.

## Classificação
Os crustáceos da superfamília Hippoidea são parentes mais próximos dos bernardo-eremitas do que dos caranguejos verdadeiros. São agrupados em três famílias:
Albuneidae
- Albunea
- Austrolepidopa
- Harryhausenia†
- Italialbunea†
- Leucolepidopa
- Lepidopa
- Paraleucolepidopa
- Paralbunea
- Praealbunea†
- Squillalbunea
- Stemonopa
- Zygopa

Blepharipodidae
- Blepharipoda
- Lophomastix

Hippidae
- Emerita
- Hippa
- Mastigochirus
- Mastigopus